# 奥特维达贝里市镇
奥特维达贝里市镇（瑞典語：Åtvidabergs kommun）是瑞典东南部东约特兰省的一个市镇。其治所位于奥特维达贝里。